# 흐르는 강물처럼 (노래)
《흐르는 강물처럼》(川の流れのように 카와노나가레노요니[*])은 일본의 가수 미소라 히바리의 마지막 싱글 음반이자 노래이다.
가사는 아키모토 야스시가, 곡은 미타케 아키라가 지었다. 1997년에 NHK에서 조사한 일본의 명곡 1위에 선정되기도 했다.
1989년 1월 11일에 일본 콜롬비아에 의해 발매된 뒤, 총 150만 장 이상이 팔렸다. 2000년 3월 21일에는 〈가와노나가레노요니 2000〉이 발매되기도 했다.

## 수록곡

### 1989년판
1. 川の流れのように
(작사: 아키모토 야스시 / 작곡: 마타케 아키라 / 편곡: 류자키 고지)
2. あきれたね
(작사 : 아키모토 야스시 / 작곡: 마타케 아키라 / 편곡: 류자키 고지)

### 1991년판
1. 川の流れのように
2. 裏窓